# Geminiano
Geminiano este un oraș în Piauí (PI), Brazilia.